# 里奇齊亞 (扎里奇涅區)
51°42′8″N 25°56′23″E / 51.70222°N 25.93972°E
里奇齊亞（烏克蘭語：Річиця），是烏克蘭西北部的村莊，隸屬里夫內州的瓦拉什區。該村始建於1553年，面積38.8平方公里，海拔高度145米，2001年人口676，人口密度每平方公里17.4人。